# Russische militaire begraafplaats in Hagenow
De Russische militaire begraafplaats in Hagenow is een militaire begraafplaats in Mecklenburg-Voor-Pommeren, Duitsland. Op de begraafplaats liggen omgekomen Russische militairen uit de Tweede Wereldoorlog.

## Begraafplaats
Vrijwel alle militairen kwamen aan het einde van de oorlog om het leven. De begraafplaats bevat een centraal gelegen monument met daarvoor de graven (plaquettes) van de circa honderdtwintig slachtoffers.